# تونکس
شهر تونکس  در ایالت ژنو در کشور سوئیس واقع شده‌است که ۱۲٬۸۰۰ نفر  جمعیت دارد.